# Uniwersytet Świętego Marka
Uniwersytet Świętego Marka (hiszp. Universidad Nacional Mayor de San Marcos) – publiczna szkoła wyższa, w stolicy Peru, Limie. Została założona 12 maja 1551 roku jako Real y Pontificia Universidad de la Ciudad de los Reyes de Lima, a działalność rozpoczęła 2 stycznia 1553 roku. Jest najstarszym uniwersytetem na kontynencie południowoamerykańskim. Zajmuje 339. miejsce w światowym rankingu popularności uniwersytetów i 1. miejsce wśród 57. uniwersytetów peruwiańskich.

## Wydziały
- Wydział Medycyny
- Wydział Farmacji i Biochemii
- Wydział Stomatologii
- Wydział Medycyny Weterynaryjnej
- Wydział Psychologii
- Wydział Literatury i Nauk Humanistycznych
- Wydział Pedagogiki
- Wydział Prawa i Nauk Politycznych
- Wydział Nauk Społecznych
- Wydział Chemii i Inżynierii Chemicznej
- Wydział Biologii
- Wydział Matematyki
- Wydział Fizyki
- Wydział Geologii, Górnictwa, Hutnictwa i Geografii
- Wydział Inżynierii Przemysłowej
- Wydział Elektroniki i Elektrotechniki
- Wydział Inżynierii Systemów
- Wydział Nauk Administracyjnych
- Wydział Nauk o Rachunkowości
- Wydział Nauk Ekonomicznych